# تجانس تراتبي
التجانس التراتبي (Homoarchy) هو «العلاقة بين العناصر التي تكون مرتبة بطريقة واحدة فقط ومن ثم لا يكون هناك أي احتمال (أو يكون محدودًا جدًا) لإلغاء أو تغيير ترتيبها إلى طريقة أو طرق أخرى إلا بإعادة تشكيل هيكلي للترتيب الاجتماعي السياسي».

## التجانس التراتبي وتباين التسلسل
يرتبط هذا المفهوم كثيرًا بمفهوم آخر ألا وهو تباين التسلسل، الذي يعرّفه كروملي (Crumley) بأنه «العلاقة بين عنصرين عندما يكونان غير مرتبين أو عندما يكون هناك إمكانية لترتيبهما بعدة طرق». جديرٌ بالذكر أن تباين التسلسل ليس هو المقابل للتراتبية على الإطلاق، ولكنه هو المقابل لـ«التجانس التراتبي».

## التجانس التراتبي والتسلسل الهرمي
يجب إدراك الفرق بين التجانس التراتبي والتسلسل الهرمي (كما يجب أيضًا عدم الخلط بين التجانس التراتبي والمساواتية بمعناها الدقيق). قد تُلحظ الارتباطات الاجتماعية «الأفقية» و«الرأسية» في أي مجتمع من المجتمعات. الأكثر من ذلك: في بعض الأحيان يكون من الصعب جدًا تصنيف مجتمع بأنه «مستوي» أو «هرمي» حتى في السياق التحليلي شديد التعميم، كما في حالة الألمان في أواخر العصور القديمة و«الممالك البربرية» في أوائل العصور الوسطى حيث يمكن أن يلاحظ فيها الملكية والتراتب الاجتماعي شديد التعنت مصحوبًا بالمؤسسات الديمقراطية (على الأقل في أول الأمر) والإجراءات (مثل اختيار الملك) التي لها أهمية بالغة في شكل النظام الاجتماعي والسياسي بكامله. لذلك، يبدو أنه من المستحيل قياس درجة التجانس التراتبي والتباين الهرمي في المجتمعات بدقة عالية، بنسبة مئوية مثلاً. واتباع المنهج الكمي المحض أيضًا لا يمكن تطبيقه هنا: فوجود خمس تراتبيات مثلاً في أي مجتمع، بوصفه كيانًا اعتباريًا، لا يزيد أو يقلل من هرميته أو جموده مقارنة بالمجتمع الذي يتكون من أربع تراتبيات إذا كان المجتمع في الحالة الأولى به تراتبية واحدة مسيطرة بخلاف الحالة الثانية. فالسبيل إذن إلى تقييم مجتمع بأنه هرمي أو جامد (بتصنيفه تصنيفًا مطلقًا أو نسبيًا) هو تحليله على وجه الإجمال - على أنه نظام ديناميكي من التسلسلات الهرمية الاجتماعية، وينبغي ألا يكون الهدف من هذا التحليل في سياق نظرية النظم هو حساب التراتبيات ولكن لفهم الطريقة التي تربط بينها. وعلى هذا، فإن السؤال الذي يطرح نفسه عند دراسة مجتمع بعينه هو: هل تنظم التراتبيات التي تشكل هذا النظام المعني بجمود (ولو بقدر) أم لا؟ هل قد تظل تراتبية فردين مثلاً بنفس الطريقة في أي سياق اجتماعي أم تتغير؟

## قائمة المصادر
- Bondarenko D.M., Grinin L.E., Korotayev A.V. 2002. Alternative Pathways of Social Evolution. Social Evolution & History. Vol. 1, N 1. P. 54-79;
- Bondarenko D.M.. 2005. A Homoarchic Alternative to the Homoarchic State: Benin Kingdom of the 13th – 19th Centuries. Social Evolution & History. Vol. 4, N 2. P. 18-88;
- Bondarenko D.M.. 2006. Homoarchy: A Principle of Culture’s Organization. The 13th – 19th Centuries Benin Kingdom as a Non-State Supercomplex Society. Moscow: KomKniga/Editorial URSS;
- Bondarenko D.M.. 2007. Homoarchy as a Principle of Sociopolitical Organization: An Introduction. Anthropos. Vol. 102. P. 187–199;
- Bondarenko D.M.. 2007. What Is There in a Word? Heterarchy, Homoarchy and the Difference in Understanding Complexity in the Social Sciences and Complexity Studies. In K.A. Richardson and P. Cilliers (eds.). Explorations in Complexity Thinking: Pre-Proceedings of the 3rd International Workshop on Complexity and Philosophy. Mansfield, MA: ISCE Publishing. P. 35–48;
- Bondarenko D.M. and A.A. Nemirovskiy (eds.). 2007. Alternativity in Cultural History: Heterarchy and Homoarchy as Evolutionary Trajectories. Third International Conference “Hierarchy and Power in the History of Civilizations”. June 18-21 2004, Moscow. Selected Papers. Moscow: Center for Civilizational and Regional Studies Press.
- Cook G.W. 2006. Heterarchy and homoarchy in Maya village politics. Hierarchy and Power in the History of Civilizations, Third International Conference, 2004, Selected Papers. Moscow: RASHN. pp. 69–80.